# Füstös szajkó
A füstös szajkó (Psilorhinus morio) a madarak osztályának verébalakúak (Passeriformes)  rendjébe és a varjúfélék (Corvidae) családjába tartozó Psilorhinus nem egyetlen faja.

## Rendszerezése
A fajt Johann Georg Wagler német ornitológus írta le 1829-ben, a Pica nembe Pica morio néven. Sorolták a Cyanocorax nembe Cyanocorax morio néven is.

## Alfajai
- Psilorhinus morio morio (Wagler, 1829)
- Psilorhinus morio palliatus van Rossem, 1934
- Psilorhinus morio vociferus (Cabot, 1843)[2]

## Előfordulása
Az Amerikai Egyesült Államok, Mexikó, Belize, Costa Rica, Guatemala, Honduras, Nicaragua és Panama területén honos. Természetes élőhelyei a szubtrópusi vagy trópusi síkvidéki esőerdők és száraz erdők, valamint ültetvények, szántóföldek és másodlagos erdők. Állandó, nem vonuló faj.

## Megjelenése
Testhossza 44 centiméter, testtömege 173-224 gramm.
|  |

## Természetvédelmi helyzete
Az elterjedési területe nagyon nagy, egyedszáma pedig stabil. A Természetvédelmi Világszövetség Vörös listáján nem fenyegetett fajként szerepel.